# Todd Phillips
Todd Phillips (New York, 20. prosinca 1970.) američki je filmski redatelj, producent i scenarist.

## Odabrana filmografija
- Trilogija Mamurluk (2009., 2011. i 2013.)
- Starsky & Hutch (2004.)
- Joker (2019.)

## Nagrade

### Nagrada Oscar
| Godina | Nominirano djelo                                                           | Kategorija                                                   | Rezultat   |
| ------ | -------------------------------------------------------------------------- | ------------------------------------------------------------ | ---------- |
| 2007   | Borat: učenje o amerika kultura za boljitak veličanstveno država Kazahstan | Najbolji adaptirani scenarij                                 | Nominacija |
| 2020.  | Joker                                                                      | Najbolji film Najbolji redatelj Najbolji adaptirani scenarij | Nominacija |
| 2020.  | Joker                                                                      | Najbolji film Najbolji redatelj Najbolji adaptirani scenarij | Nominacija |
| 2020.  | Joker                                                                      | Najbolji film Najbolji redatelj Najbolji adaptirani scenarij | Nominacija |

### Zlatni globus
| Godina | Nominirano djelo | Kategorija        | Rezultat   |
| ------ | ---------------- | ----------------- | ---------- |
| 2020.  | Joker            | Najbolji redatelj | Nominacija |

### BAFTA
| Godina | Nominirano djelo | Kategorija                                                   | Rezultat   |
| ------ | ---------------- | ------------------------------------------------------------ | ---------- |
| 2020.  | Joker            | Najbolji redatelj Najbolji film Najbolji adaptirani scenarij | Nominacija |
| 2020.  | Joker            | Najbolji redatelj Najbolji film Najbolji adaptirani scenarij | Nominacija |
| 2020.  | Joker            | Najbolji redatelj Najbolji film Najbolji adaptirani scenarij | Nominacija |

## Vanjske poveznice
- Todd Phillips u internetskoj bazi filmova IMDb-u (engl.)